# 1262
1262 (MCCLXII) je bilo navadno leto, ki se je po julijanskem koledarju začelo na nedeljo.

## Dogodki

### Mongolska nasledstvena kriza
- Nadaljuje se Tolujska državljanska vojna med samooklicanima vrhovnima kanoma Kublajkanom in Arikbekom.
- Upor na Kitajskem, ki ga Kublajkan zatre, botruje njegovemu kasnejšemu nezaupanju v mandarinske uradnike in večinske Han Kitajce nasploh.

- Kairo: egiptovski mameluški sultan Bajbars dodeli marionetnemu abasidskemu kalifu Al-Mustansirju manjšo vojsko. Le-ta se čuti dovolj samozavestnega, da bi pregnal Mongole iz Bagdada, vendar pade v mongolsko zasedo. Pri Bajbarsu se javi naslednji kandidat za kalifa iz prosule dinastije Abasidov Al-Hakim I.
  - Sultan Bajbars in kan Zlate horde Berke navežeta diplomatske stike ter skleneta zavezništvo. Berke, ki je vdan musliman, obljubi pomoč Egiptu v primeru, če ga ponovno napade Hulagu kan. Poleg religijskih zamer  Berke tudi zahteva vrnitev južnega Kavkaza nazaj k Zlati hordi.
- Alguj, kan Čagatajskega kanata, ki ga je nastavil Arikbek, se obrne proti svojemu mentorju. Alguj in Arikbek se sčasoma izčrpata v nesmiselnem dvoboju in obema dezertirajo h Kublajkanu nekateri eminentnejši zavezniki. Ko se v spopad vmeša Berke z Zlato hordo na Arikbekovi strani, je Alguj naposled poražen, vendar Arikbek nima niti mož niti sredstev, da bi lahko resno konkuriral Kublajkanovim kitajskim virom. 1263 ↔
- Konec leta - Hulagu kan iz osrednje Azije vrne v Ilkanat. Začetek vojne med Berkejem in Hulagujem: vojna večinoma poteka na južnem Kavkazu. 1263 ↔

### Bizantinsko cesarstvo
- Osvajalec Konstantinopla Aleksej Strategopul ponovno pade v epirsko ujetništvo, ti pa ga raje predajo (ali prodajo) naprej sicilskemu kralju Manfredu Hohenstaufnu.
- Bizantinski cesar Mihael VIII. Paleolog pošlje dva odposlanca k papežu Urbanu IV.. Komaj prispeta v Italijo se njuna pot konča. Množica ju linča in enega živega odere, medtem ko uspe drugemu poiskati varstvo pri kulturno bolj omikanih Siciljancih.
- Isto pošlje odposlanstvo k sicilskemu kralju Manfredu Hohenstaufnu. Zadeve se odvijejo pretirano prijazno in Mihael VIII. privoli, da se bo ločil od soproge Teodore in poročil Manfredovo mlajšo sestro Ano. Račune prekriža Teodora, ki se zateče po pomoč k patriarhu Arzeniju Avtorijanu, in Mihaelu VIII. ne preostane drugega, kot da odslovi Ano skupaj z darili nazaj domov. 1263 ↔

### Ostalo
- 28. maj - Poroka med francoskim kronskim princem Filipom in aragonsko princeso Izabelo.
- 13. julij - Poroka med aragonskim kronskim princem Petrom in sicilsko princeso Konstanco.
- 14. september - Rekonkvista: kastljski kralj Alfonz X. zavzame mavrski Cádiz. Istega leta še vrne regijo Algarve nazaj portugalskemu kralju Alfonzu III.
- 25. november - Madžarski kronski princ Štefan V. Ogrski izsili od očeta Béle IV. da ga imenuje za sokralja in mu preda polovico kraljestva vzhodno od Donave. 1264 ↔
- Litva: litvanski kralj Mindaugas se odreče krščanstvu in se vrne v poganstvo. Začetek Velike litovske kneževine.
- Papež Urban IV. poskuša brez uspeha organizirati novo križarsko vojno za zavzetje Konstantinopla in obnovitev Latinskega cesarstva.S Hakonom IV. doseže Norveška največji ozemeljski obseg.
- Norveški kralj Hakon IV. uspešno zaključi združitev čezmorskih ozemelj, ki formalno spadajo pod norveško nadškofijo Nidaros. Nazadnje se norveški kroni ukloni še Islandija, kjer izkoristi razprtije med klani. Diplomatsko podjetje Hakona IV. ne mine neopaženo pri škotskem kralju Aleksandru III., ki se po vseh spodletelih pogajanjih o nakupu čuti dovolj močnega v nameri, da zavzame Hebride. 1263 ↔
- Umrlega vojvodo Naxosa v Egejskem morju Angela Sanuda nasledi Marko II. Sanudo.
- Fevde umrle (bogate) plemkinje Matilde II. Bourbonske si razdelijo hčerke: Jolanda II. grofijo Nevers, Adela grofijo Auxerre in Margareta grofijo Tonnerre. Regent za vse grofije je vdovec in oče grofičen Odo Neverški.
- Marinidskemu sultanu Abu Jusufu Jakubu spodleti zavzetje almohadskega Marakeša. Namesto vojske prične izkoriščati zdrahe med Almohadi. 1266 ↔
- Kralj Mangraj iz indokinskega kraljestva Lana ustanovi prestolnico Chiang Rai.

## Rojstva
- 2. julij - Artur II., bretonski vojvoda († 1312)
- 5. avgust - Ladislav IV., ogrski in hrvaški kralj (†  1290)
- Al-Ašraf Halil, egiptovski mameluški sultan († 1293)
- Elizabeta Koroška, nemška kraljica († 1313)
- Guan Daosheng, kitajska slikarka, kaligrafinja, pesnica († 1319)
- Ivan II., trapezuntski cesar († 1297)

## Smrti
- Al-Mustansir, kairski kalif
- Altejid, ciprski filozof (* 1193)
- Angelo Sanudo, vojvoda Naxosa
- Burundaj, mongolski general Zlate horde
- Egidij Asiški, italijanski frančiškanski menih, blaženi (* 1190)
- Ibn al-Adim, sirski zgodovinar (* 1192)
- Matilda II. Bourbonska, grofica Neversa, Auxerra in Tonnerra (* 1234)